# النساء الكرديات في الحرب

## النساء الكرديات في الماضي
لقد بدأ تاريخ الاكراد في بلاد الرافدين أثناء العصور القديمة. فهم يعتبرون أن أسلافهم هم الميديون الذين أعتمدوا الديانة الزرادشتية. وتحتوي هذه الديانة على المساواة بين الرجل والمراة مشجعةً على التكافؤ بين الرجل والمرأة في المشاركة في صنع القرار، وداعمةً للمرأة لكي تسطيع ان تمارس حقوقها ممارسة كاملة.    ويُرينا تاريخ الميديون أن النساء كانوا يحاربون بجانب الرجال في أرض المعركة، ولكن القليل من القادة النساء ذُكروا في التاريخ مثل «زرينا».
«زرينا» كانت أول امرأة تقود الجيش في أمبراطورية الميديون. كانت ابنة لواحد من أهم «البير»، يُدعى شايلار. وقامت بدراسة الفلسفة وعلم الهندسة وكانت تتمرن بالقوس والسهم. كانت تشبه والدها كثيراً في التفكير والقتال. وتتبعت خطوات والدها إلى أن أصبحت «ماريا». بعد وفاة والدها قادت الجيش بنجاح مع بقية المارياز. شجعت كلماتها المحاربين (سارباز) في الحرب، واحدة من مقولاتها المهمة التي مازالت باقية حتى هذا الجيل من السارباز (المحاربين) هي «لو أضاء النور من خلفي، فاستطيع مواجهة الظلام حتى لو جاء هذا النور من شمعة صغيرة». لم تلتفت حولها في أثناء المعركة لتعرف هل بقية الجيش معها أم لا نهائياً. طلبت من المجلس البيرالي أن يقوموا بحرق الثدي الأيسر للفتايات في أعمار مبكرة عندما لاحظت ان المارياز يواجهون صعوبة مع القوس والسهم، ولكن المجلس البيرالي رفضوا طلبها لانهم أعتبروه فعلاً ضد الإنسانية، بالرغم من أنهم علموا من نبؤة الماجي أن أمبراطورية الميديون ستنهار يوماً ما.
مقولاتها التالية تم تسجيلها في المخطوطات التي نصحت المحاربين:
من ماذا تخاف! أنت جزء من الطبيعة سواء كنت على قيد الحياة أو ميتاً
لا تدع قدميك تفتخر في الوقت الذي هزم فيه سيفك الأعداء.

لا تقاتل من أجل مصلحتك الشخصية فقد أعطى ضوء الشمس حياتك

### مير زانزاد
المرأة التالية في التي ورد ذكرها في التاريخ الكردي ولها دلائل تاريخياً هي مير زنزاد. هي أخت مير سليمان، أمير إمارة سورانيون. بعد اغتياله من قبل لاشكري، أحد القيادات العليا في الجيش في عام 1590، تولت زانزاد مقاليد السلطة وأصبحت أميرة لإمارة سورانيون. لم يستطع لاشكري مع جيشه مواجهة مير زانزاد ولهذا السبب ذهب إلى شانغال. ومع ذلك، لم يستطيع الجيشين مواجهة ومهاجمة قواعد بعضهم. كتبت مير زانزاد خطابًا لـ لاشكري وذكرت فيه أنها لا تستطيع القيادة وأن لابد من وجود شخص معها يشاركها كل تراث إمارة سوران تأخذ كل تراث إمارة سورانيون. كما ذكرت أيضًا أنها لا تستطيع أن تجد شخصًا أفضل منه للزواج. عندما تلقى لاشكري رسالتها ذهب إلى حرير ومعه 100 فارس. في اليوم التالي، تم تقييد يديه مع فرسانه وإعدامهم.
حكمت مير زنزاد إمارة سورانيون لمدة سبع سنوات وكان لها دور نشط في بناء القلاع والطرق وتقوية الجيش أيضًا. قلعة زانزاد هي واحدة من أجمل القلاع التي اشتهرت باسمها، وتقع على بعد حوالي 20 كم شمال أربيل، عاصمة إقليم كردستان.